# Palaeacaroides pacificus
Palaeacaroides pacificus är en kvalsterart som beskrevs av Lange 1972. Palaeacaroides pacificus ingår i släktet Palaeacaroides och familjen Palaeacaridae. Inga underarter finns listade i Catalogue of Life.